# Охороняйте рідну природу, 1918 (книжка)

## Бібліографічне посилання
Шарлемань, Е. Охороняйте рідну природу. — Харків, 1918. — 31 с.

## Бібліотеки
Примірники книжки зберігаються у бібліотеці Інституту зоології та Книжковій палаті.

## Про книжку
Книжка за авторством видатного зоолога та природоохоронця М.В. Шарлеманя видана у Харкові 1918 року (в книжці зазначене католицьке ім'я автора - Едуард). Почав роботу над нею автор ще 1917 року, відразу після проголошення незалежності.
Книжка є однією з унікальних пропагандистських видань часів незалежності 1917-1919 років, що має винятково природоохоронний зміст. Художньо відсилаючись до національно-патріотичних почуттів українців, Шарлемань закликав всіх і кожного долучатись до охорони природи. Окремі частини книжки опубліковані протягом 1918 року у тижневику «Народня справа»: «Дбайте про багацтва рідної природи!», «Треба пам’ятати про охорону природи!». Як статті так і сама книга мали на меті організувати масовий природоохоронний рух. В примітках до статей він лишав свою адресу з проханням писати йому з будь-якими питаннями щодо охорони природи. Також, він закликав створювати в кожному повіті гуртки краєзнавства, що збирали би та пересилали в «центр» інформацію про природу свого регіону.
Учений вважав, що треба було пояснити селянам, що охорона природи означає не відмову від користування природними багатствами, а помірковане і зважене їх використування.

## Важливі цитати
```
«
Головною перешкодою для природоохоронних інституцій України в справі утворення заповідників, заказників, національних парків є неосвіченість населення в напрямку ідей охорони природи, взагалі відсутність у народних масах "обережного" відношення до Дарів природи. А велику допомогу в цій справі можуть дати ті інтелігентні люди, що близько "торкаються до народу": народні вчителі, позашкільні інструктори, агрономи, лісоводи. Це місцеві культурні сили, котрі можуть побороти в селянства байдуже або зовсім погане ставлення до справи природоохорони
».
```

Серед таких місцевостей на одному з перших місць учений ставив куточки ще незаораних степів, бо в Західній Європі таких степів вже не було: 
```
«
Степи мусять мати для нас велику вартість ще і в національно-історичному відношенні, позаяк вони являють собою останні живі пам'ятки тої природи, серед котрої складалося вільне козацьке життя
».
```

```
«
Зараз ще неможливо сказати, коли у нас будуть улаштовані "національні парки", і як би не сталося, що "доки сонце зійде — роса очі виїсть". Через те кожна приватна освічена людина повинна взяти участь в охороні рідної природи. Де тільки можливо, треба пояснювати про значення багатств природи, про необхідність обережного відношення до її дарів. Велику подяку заслужать ті, що допоможуть в охороні названих вище місцевостей. Тим, що братимуть участь у праці по пропаганді та проведенню в життя ідей охорони природи, треба пам'ятати, що ця праця має велике державне, національне, наукове, сільськогосподарське, педагогічне та естетичне значення. Треба поспішати, час біжить, природа даремно марнується, а ми ще маємо, по виразу академіка Бородіна, такі природні скарби, котрі можливо порівняти з малюнками Рафаеля: зруйнувати їх не важко, а відроджувати нема можливості...
».
```

```
«
Хто кохає батьківщину – мусить кохати і її природу
».
```

```
«Україна має в своїх межах багато місцевостей, у яких повинні бути утворені національні парки або окремі зразки природи, що охороняються».
```

## Репресії автора
Офіційна версія причин репресій, що їх довелось пережити М. Шарлеманю – написання цієї книги. 18 березня 1932 року, під час засідання Бюра парторганізації ВУАН щодо позиції членів ВУАН щодо листа Й.Сталіна було вирішено внести до протоколу визнання Шарлеманя «реакційним одверто буржуазним вченим», «українським націонал-фашистом». «Клясовий ворог швидко підхоплював і використовував ці настанови проти нас (зокрема, Шарлемань…)» - йдеться у протоколі. М.Шарлеманю довелось пережити «чистку».
20 квітня 1932 року настав найбільш драматичний момент у природоохоронній біографії вченого, коли на засіданні фракції Всеукраїнської академії наук (ВУАН) він змушений зачитати принизливу доповідь, у якій фактично принизливо вибачається за свої попередні публікації та зрікається важливих, написаних раніше думок.
«Я ще раз здається в 4 чи 5 раз підтверджую, що я цілком визнаю хиби своєї брошури (Охороняйте рідну природу), що написав її в 1917 р., засуджую рішуче ці помилки і намагаюся виправити їх не тільки на словах, а і на ділі. Характеристика цієї брошури, що її подав Леонід Маркович [Левитський] і акад. [О.В.] Паладін цілком правильна. Брошура просякнута шовіністичними та антирадянськими тенденціями…. 17.II. я таку саму самокритичну доповідь робив у товаристві “Світознавство”; кілька доповідів на цю тему мав у 1930 та 1931 рр. На всіх доповідях я рішуче засуджував згадані брошури… Ганебний рядок про солдат-більшовиків, що начебто зруйнували Пилявин, я взяв з газет того часу…».

## Заборона книги
У 40-х роках Головлітом заборонено видавати в бібліотеках чимало книжок природоохороної тематики. Серед перших у цих чорних списках була та сама брошура Шарлеманя "Охороняйте рідну природу!".